# Bugac
Bugac is een plaats (nagyközség) en gemeente in het Hongaarse comitaat Bács-Kiskun. Bugac telt 3006 inwoners (2005).
Bugac ligt omgeven door het samengestelde natuurgebied Nationaal park Kiskunság dat sinds 1975 onder bescherming staat. 
In het deelgebied Bugac-poesta worden van oudsher veel paarden gehouden en  geven de csikós spectaculaire ruitershows.
Ook zijn er ruiterspelen in historische costuums.

## Afbeeldingen

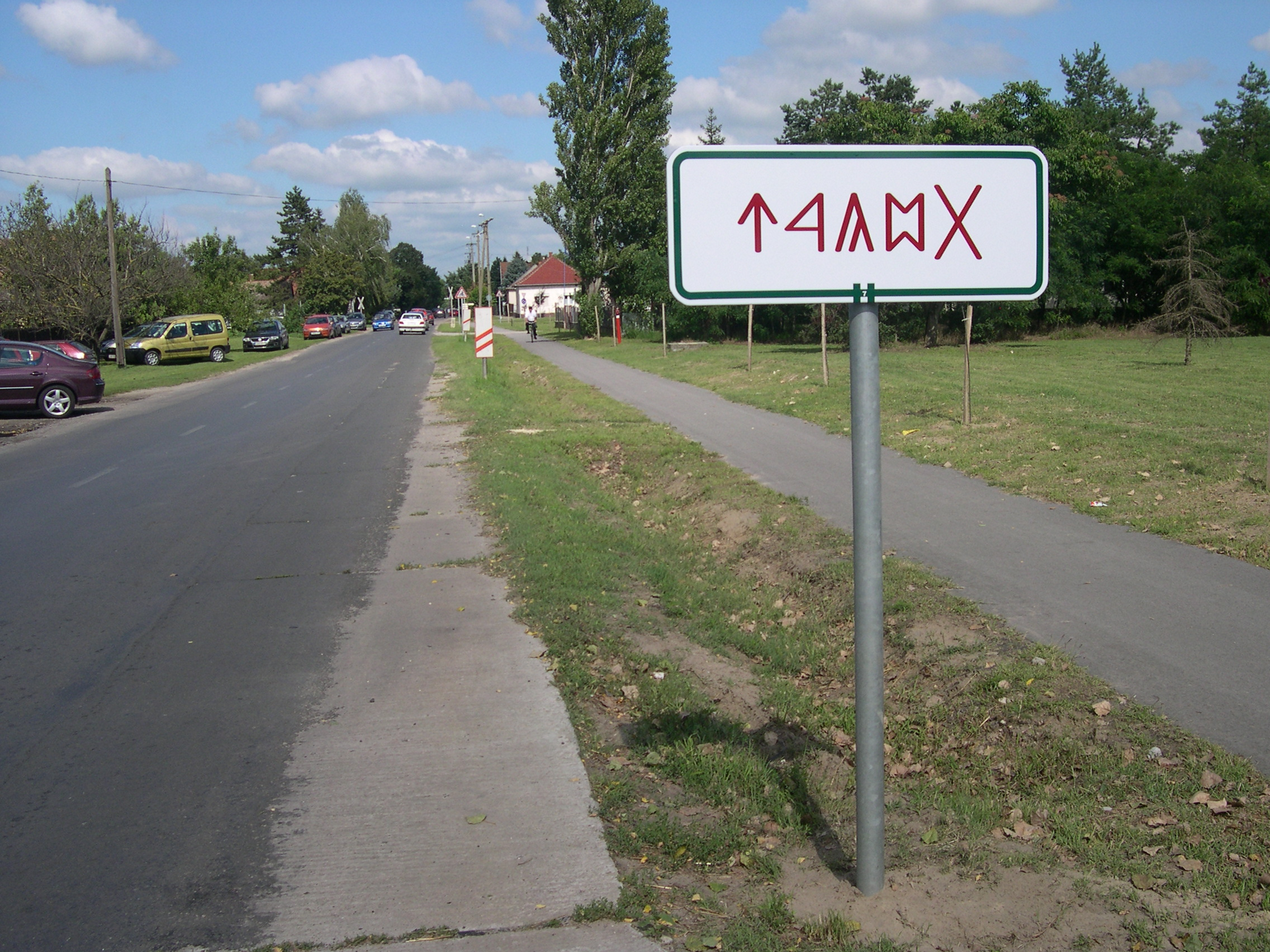
Bugac
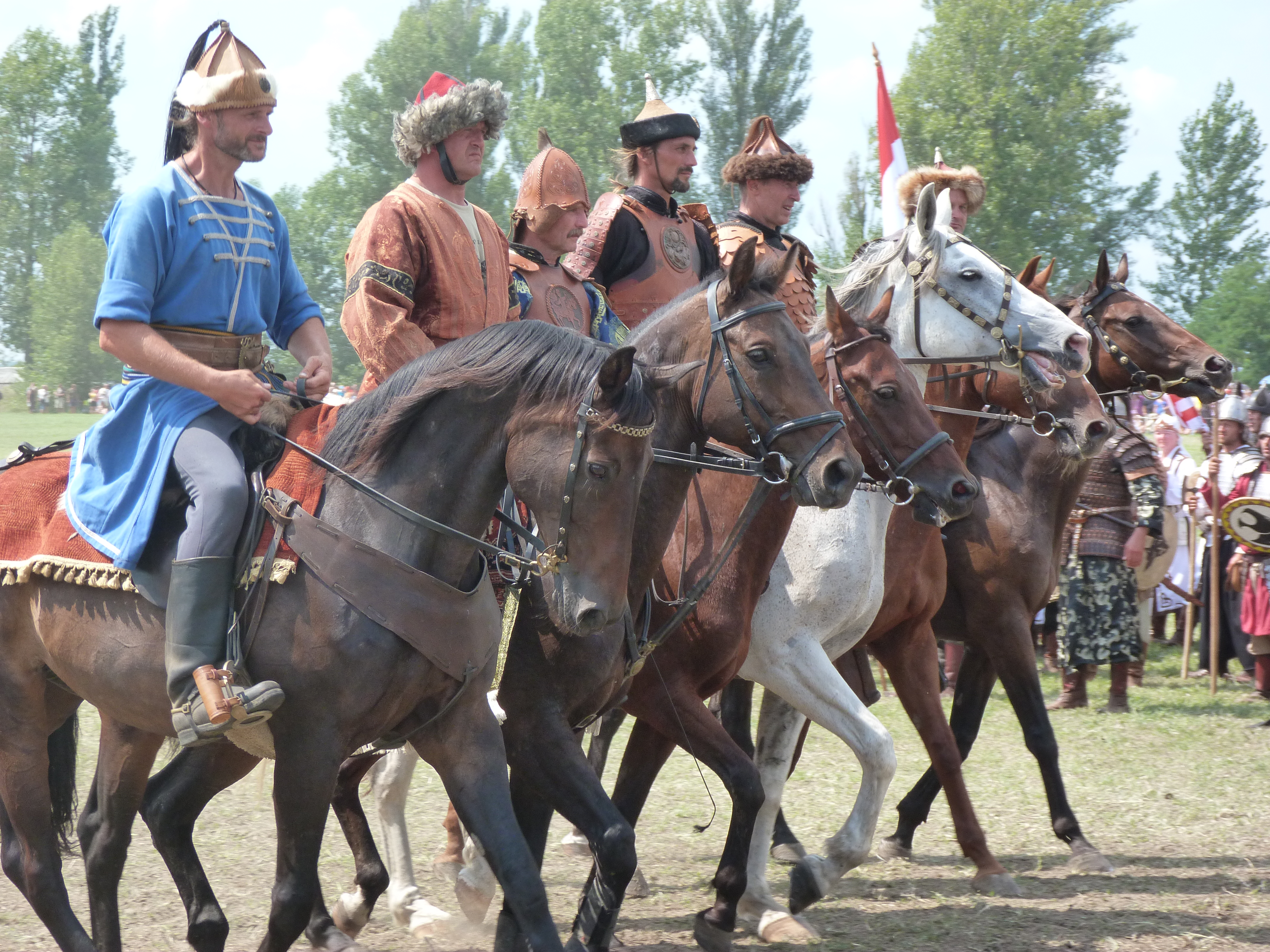
Ruiterspelen in 2014
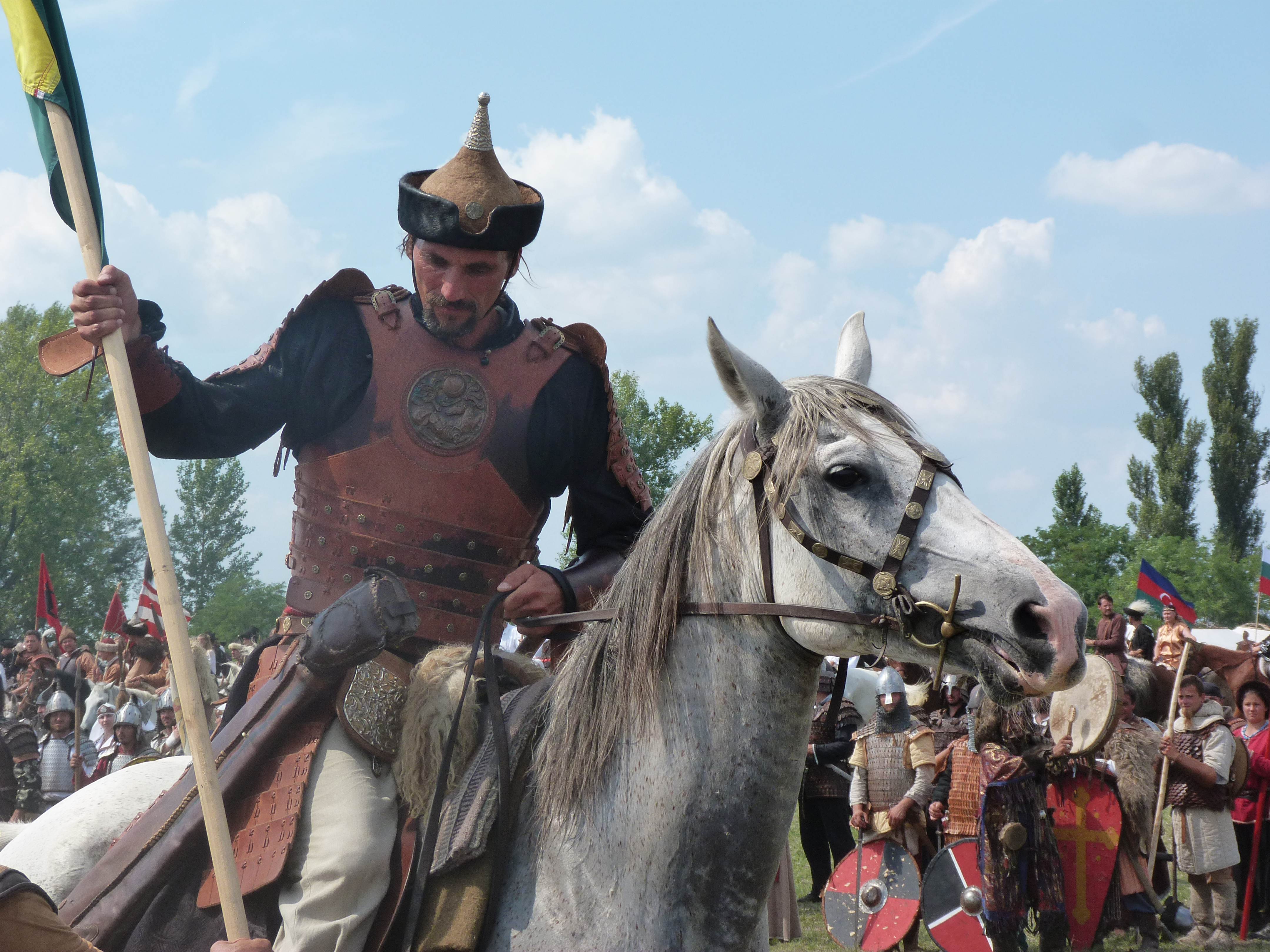
Ruiterspelen in 2014